# سمارت-إل

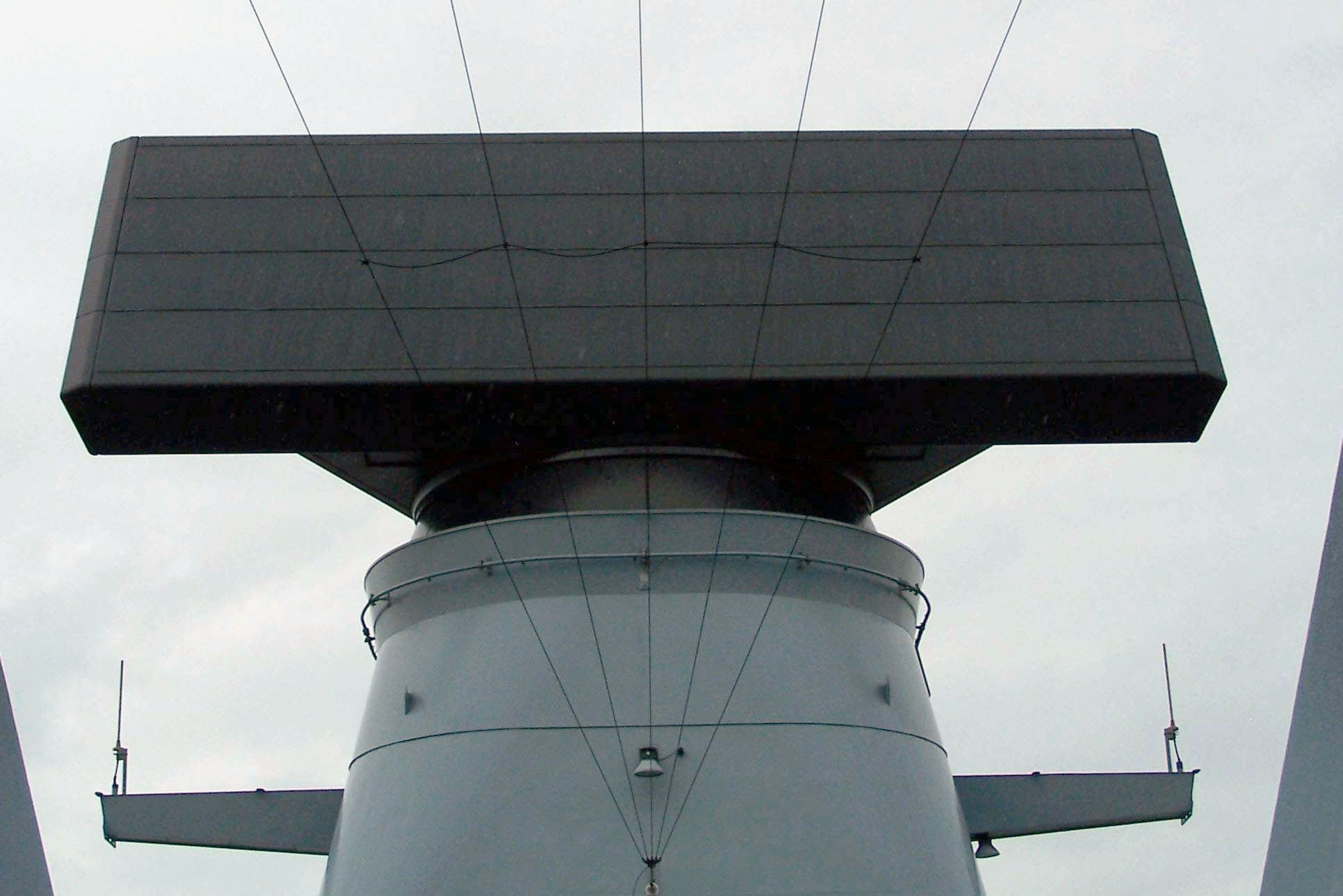

سمارت-إل وه واختصار لجملة (رادار اقتناء الإشارة متعددة الحزم للتبع، نطاق إل) هو رادار للبحث البحري طويل المدى مصنع من شركة طاليس هولندا المعروف سابقا باسم (أجهزة الإشارة الهولندية).
تم تصميمه ليبلغ أقصى مدى 400 كم ضد الطائرات المحيطة، و65 كم ضد الصواريخ الشبحية، يعمل أسلوب ترقية البرنامج على تمديد المدى الأقصى للكشف عن الصواريخ الباليستية إلى أكثر من 2000 كم، ومنذ عام 2018 تم تجهيز جميع فرقاطات الفئة (زيفين بروفينسين) التابعة للبحرية الملكية الهولندية بالتحديث الآخر من النظام.